# Pandoras æske (film fra 1929)
Pandora's Box (tysk: Die Büchse der Pandora) er en tysk melodrama stumfilm fra 1929. Filmen er baseret på Frank Wedekinds skuespil Erdgeist (1895) og Die Buchse der Pandora (1904). Filmen er instrueret af den østrigske filmskaber Georg Wilhelm Pabst.

## Medvirkende
- Louise Brooks som Lulu
- Fritz Kortner som  Dr. Ludwig Schön
- Francis Lederer som Alwa Schön
- Carl Goetz som Schigolch
- Krafft-Raschig som Rodrigo Quast
- Alice Roberts  som  Countess Augusta Geschwitz
- Daisy D'ora  som  Charlotte Marie Adelaide von Zarnikow
- Gustav Diessl  som  Jack the Ripper
- Michael von Newlinsky  som  Marquis Casti-Piani
- Sigfried Arno  som  The Stage Manager